# FFH-Gebiet Großer Schnaaper See, Bültsee und anschließende Flächen
Das FFH-Gebiet Großer Schnaaper See, Bültsee und anschließende Flächen ist ein NATURA 2000-Schutzgebiet in Schleswig-Holstein im Kreis Rendsburg-Eckernförde in den Gemeinden Eckernförde, Gammelby Windeby und Kosel. Der Süden des FFH-Gebietes mit dem Großen Schnaaper See im Gebiet der Stadt Eckernförde gehört zur Landschaft Schleswig-Holsteinische Ostseeküste. Das westlich daran anschließende Gebiet nördlich von Kochendorf und das Teilgebiet um den Bültsee weiter nördlich ist der Landschaft Angeln, Schwansen und Dänischer Wohld zuzuordnen. Das weiter westlich gelegene Teilgebiet um den Langsee gehört zur Landschaft Schlei. Sie alle sind Teil der Naturräumlichen Haupteinheit Schleswig-Holsteinisches Hügelland.
Das FFH-Gebiet Großer Schnaaper See, Bültsee und anschließende Flächen hat eine Fläche von 253 ha. Es besteht aus fünf räumlich voneinander getrennten Teilgebieten (von Nord nach Süd):
- Flusslauf der Koseler Au von der Kreisstraße K 83 in Kosel im Osten bis zum Ornumer Weg an der Ornummühle im Westen und dem Langsee zusammen mit dem Fließgewässer, das den Langsee in die Kosel entwässert.
- Kollsee und Umgebung
- Verlandungsmoor bei Marienholz
- Bültsee und Umgebung
- Großer Schnaaper See mit Standortübungsplatz

Die größte Ausdehnung liegt in Nordwestrichtung und beträgt 4,76 km. Die höchste Erhebung mit 25 m über NN liegt auf der Christianshöh südlich des Großen Schnaper Sees. Der niedrigste Bereich liegt mit 1 m über NN an der Nordspitze des FFH-Gebietes an der Koseler Au an der Ornummühle.
Das FFH-Gebiet weist eine große Vielfalt unterschiedlicher FFH-Lebensraumklassen auf. Es besteht zu mehr als einem Drittel aus stehenden und fließenden Binnengewässern und zu 40 % aus diesen Gewässern umgebendem feuchtem oder mesophilem Grünland, die restlichen 20 % bestehen aus Mooren, Sümpfen, Uferbewuchs, Trockenrasen, Ackerflächen und Kunstforsten, siehe Diagramm 1.

## Eigentümerstruktur

### Teilgebiet 1: Koseler Au und Langsee
Die Koseler Au befindet sich fast vollständig im Privatbesitz. Im äußersten Norden ist ein 1,4 ha großes Areal beidseitig der Koseler Au im Besitz der Gemeinde Kosel. Der linksseitige Teil besteht überwiegend aus Niedermoor. Die im FFH-Gebiet vorhandenen Seen befinden sich bis auf den Schnaaper See im Besitz der Gemeinde Kosel. Der südliche Teil des Langsees ist ebenfalls im Besitz der Gemeinde Kosel, der Rest einschließlich des umgebenden Uferbereiches ist in privater Hand.

### Teilgebiet 2: Kollsee und Umgebung
Das Teilgebiet Kollsee gehört der Teilnehmergemeinschaft der Flurbereinigung Hüttener Vorland, der Gemeinde Kosel und sonstigen Privateigentümern.

### Teilgebiet 3: Bültsee und Umgebung

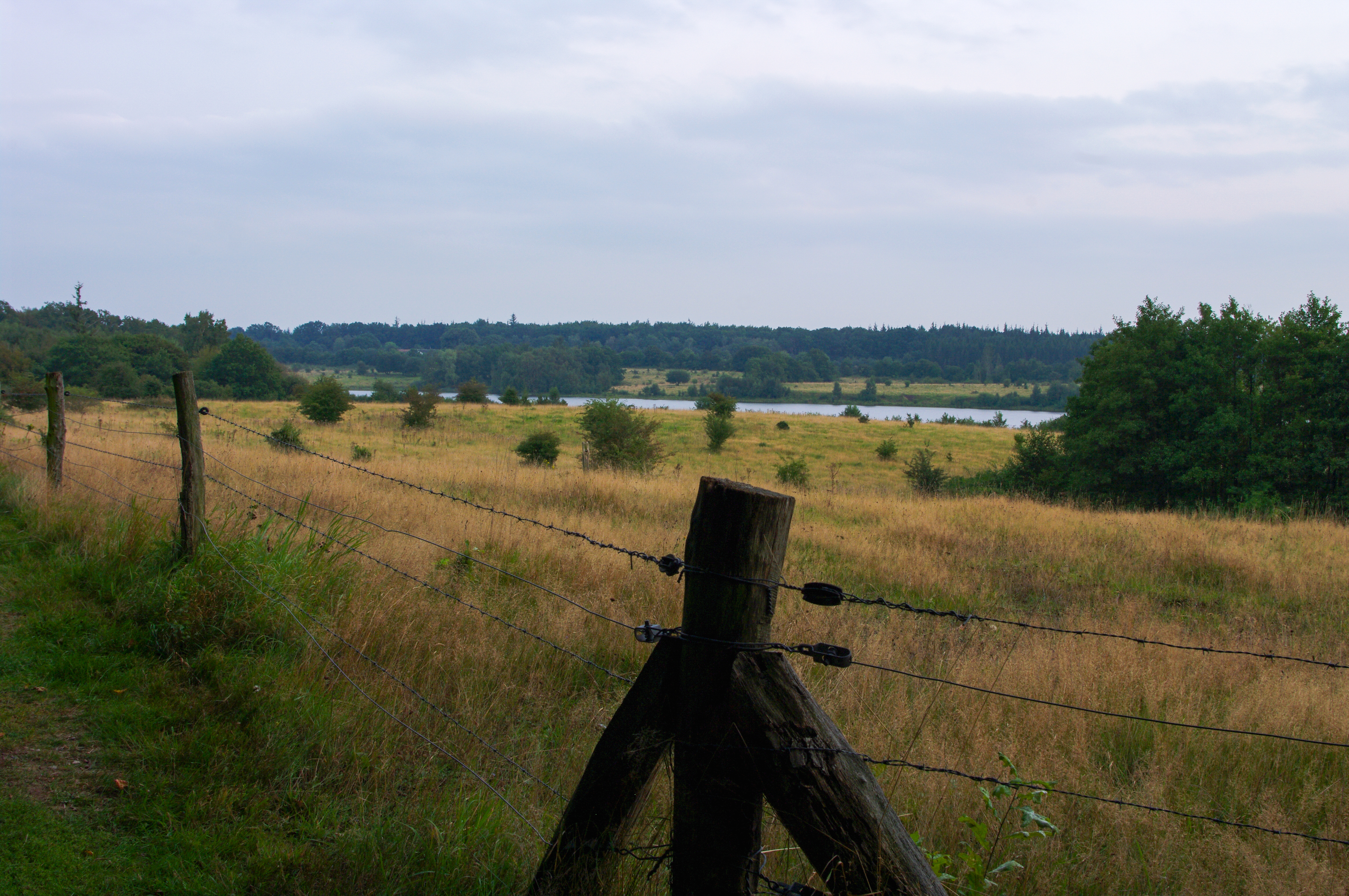
Bültsee

Der Bültsee gehört der Gemeinde Kosel, die umliegenden Flächen bis auf wenige Privatflächen der Stiftung Naturschutz Schleswig-Holstein.

### Teilgebiet 4: Verlandungsmoor bei Marienholz
Dieses Teilgebiet ist in privater Hand.

### Teilgebiet 5: Großer Schnaaper See mit Standortübungsplatz
Der See und die unmittelbare Umgebung ist im Privatbesitz. Fast die Hälfte der Fläche im Nordosten gehört der Bundesimmobilien Verwaltung und ist Teil des dortigen Standortübungsplatzes und Schießplatzes. Die Badestelle am See gehört der Gemeinde Windeby, der südwestliche Bereich gehört der Stiftung Naturschutz Schleswig-Holstein und privaten Eigentümern.

## FFH-Gebietsgeschichte und Naturschutzumgebung
Der NATURA 2000-Standard-Datenbogen (SDB) für dieses FFH-Gebiet wurde im Juni 2004 vom Landesamt für Landwirtschaft, Umwelt und ländliche Räume (LLUR) des Landes Schleswig-Holstein erstellt, im September 2004 als Gebiet von gemeinschaftlicher Bedeutung (GGB) vorgeschlagen, im November 2007 von der EU als GGB bestätigt und im Januar 2010 national nach § 32 Absatz 2 bis 4 BNatSchG in Verbindung mit § 23 LNatSchG als besonderes Erhaltungsgebiet (BEG) bestätigt. Der SDB wurde zuletzt im März 2015 aktualisiert. Der Managementplan für das FFH-Gebietes wurde im März 2014 veröffentlicht.

### Schutzgebiete
Mit der Gebietsbetreuung des FFH-Gebietes Großer Schnaaper See, Bültsee und anschließende Flächen gem. § 20 LNatSchG wurde durch das LLUR noch keine Institution beauftragt.
Das FFH-Gebiet beinhaltet das am 3. Juni 1982 errichtete Naturschutzgebiet Bültsee und Umgebung. Mit der Gebietsbetreuung des NSG Bültsee und Umgebung gem. § 20 LNatSchG wurde durch das LLUR der Verein zur Förderung des Umweltschutzes im ländlichen Raum Schleswig-Holstein e.V. beauftragt. Das LLUR hat im September 2009 ein BIS-Faltblatt des landesweiten Besucher-Informationssystems (BIS) veröffentlicht, das die Besonderheiten des Naturschutzgebietes beschreibt. Im Nordosten außerhalb des NSG befindet sich ein Parkplatz, den man von der Landesstraße L 179 erreichen kann. Von hier aus führt ein Wanderweg entlang des Nordrandes des Bültsees, an dem mehrere BIS-Tafeln aufgestellt sind. Eine Aussichtsplattform erlaubt einen weiten Blick nach Süden und eine Badestelle lädt im Sommer zum Baden ein.
Das FFH-Teilgebiet Großer Schnaaper See ist Teil des am 28. Januar 1998 gegründeten Landschaftsschutzgebietes Windebyer Noor und Schnaaper See. Das FFH-Teilgebiet Verlandungsmoor bei Marienholz und das FFH-Teilgebiet Kollsee und Umgebung sind Teil des am 8. Juni 2000 gegründetem Landschaftsschutzgebietes Hüttener Vorland. Das FFH-Teilgebiet Koseler Au und Langsee sind Teil des am 29. Juni 1999 gegründetem Landschaftsschutzgebietes Schwansener Schleilandschaft.
Bis auf den Langsee und das kleinste Teilgebiet am Marienholz liegen alle Teilbereiche in einem Schwerpunktbereich des landesweiten Biotopverbundsystems.

### Naturschutzprojekt LIFE Aurinia
Vom Jahre 2010 bis zum Jahre 2019 wurde im NSG Bültsee und Umgebung und im Teilgebiet Großer Schnaaper See das von der EU geförderte Naturschutzprojekt LIFE Aurinia von der Stiftung Naturschutz Schleswig-Holstein durchgeführt. Die beiden Gebiete waren zwei von 14 Schutzgebieten im Landesteil Schleswig, die daran beteiligt waren. Ziel des Projektes war die Wiederansiedelung des bis dahin im Norden ausgestorbenen Goldenen Scheckenfalters (Euphydryas aurinia).

## FFH-Erhaltungsgegenstand

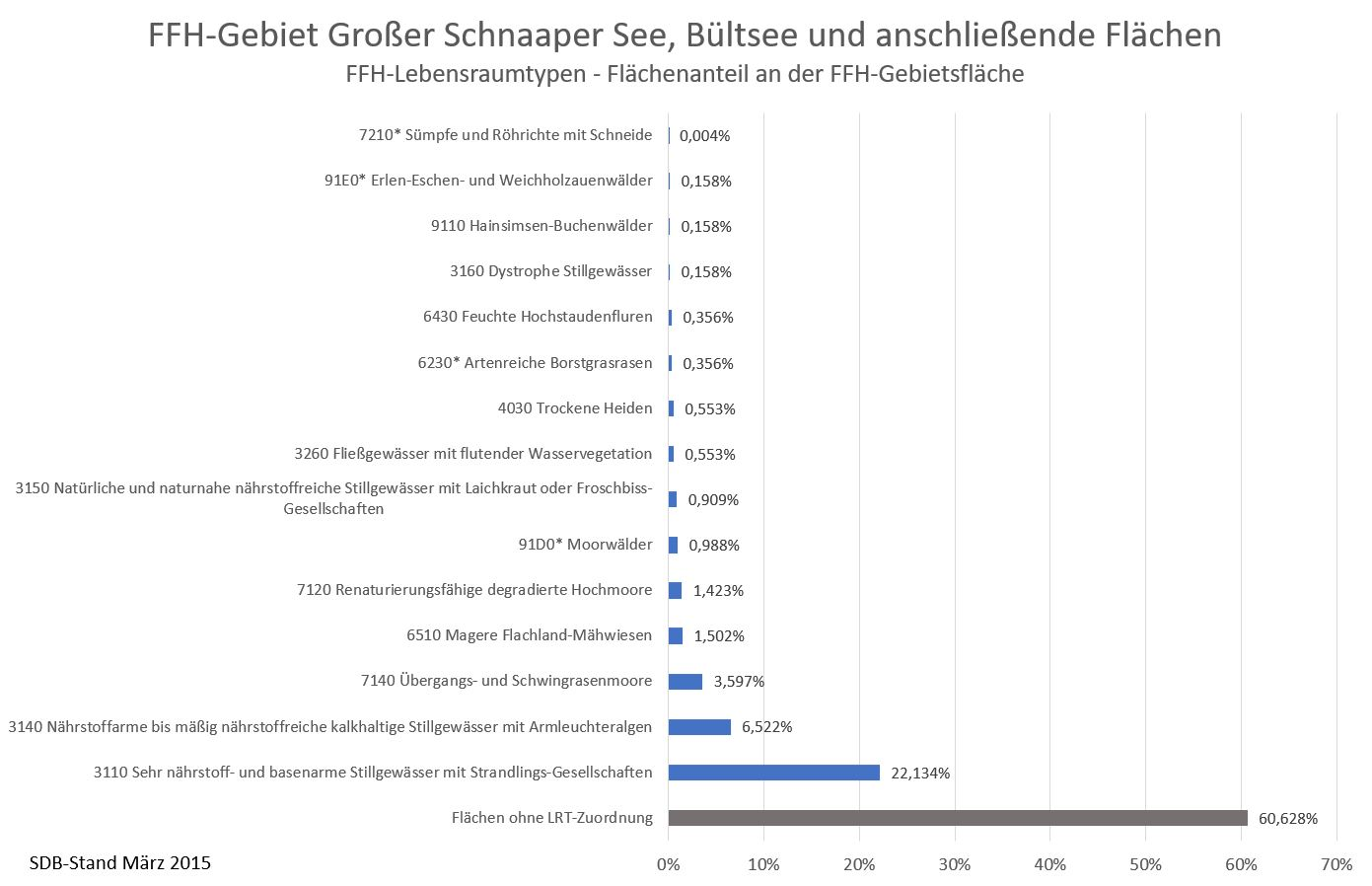
Diagramm 2: FFH-LRT-Flächenanteile

Laut Standard-Datenbogen vom März 2015 sind folgende FFH-Lebensraumtypen und Arten für das Gesamtgebiet als FFH-Erhaltungsgegenstände mit den entsprechenden Beurteilungen zum Erhaltungszustand der Umweltbehörde der Europäischen Union gemeldet worden (Gebräuchliche Kurzbezeichnung (BfN)):
FFH-Lebensraumtypen nach Anhang I der EU-Richtlinie:
- 3110 Sehr nährstoff- und basenarme Stillgewässer mit Strandlings-Gesellschaften (Gesamtbeurteilung A+B)[19]
- 3140 Nährstoffarme bis mäßig nährstoffreiche kalkhaltige Stillgewässer mit Armleuchteralgen (Gesamtbeurteilung B)[20]
- 3150 Natürliche und naturnahe nährstoffreiche Stillgewässer mit Laichkraut oder Froschbiss-Gesellschaften (Gesamtbeurteilung C)[21]
- 3160 Dystrophe Stillgewässer (Gesamtbeurteilung B)[22]
- 3260 Fließgewässer mit flutender Wasservegetation (Gesamtbeurteilung C)[23]
- 4030 Trockene Heiden (Gesamtbeurteilung C)[24]
- 6230* Artenreiche Borstgrasrasen (Gesamtbeurteilung C)[25]
- 6430 Feuchte Hochstaudenfluren (Gesamtbeurteilung B)[26]
- 6510 Magere Flachland-Mähwiesen (Gesamtbeurteilung C)[27]
- 7120 Renaturierungsfähige degradierte Hochmoore (Gesamtbeurteilung C)[28]
- 7140 Übergangs- und Schwingrasenmoore (Gesamtbeurteilung B)[29]
- 7210* Sümpfe und Röhrichte mit Schneide (Gesamtbeurteilung C)[30]
- 9110 Hainsimsen-Buchenwälder (Gesamtbeurteilung C)[31]
- 91D0* Moorwälder (Gesamtbeurteilung B)[32]
- 91E0* Erlen-Eschen- und Weichholzauenwälder (Gesamtbeurteilung C)[33]

Fast zwei Drittel der Gebietsfläche ist keinem Lebensraumtyp zugeordnet, siehe Diagramm 2. Knapp ein Drittel der Gebietsflächen sind mit Gewässer-Lebensraumtypen bedeckt. Die restlichen FFH-Lebensraumtypen nehmen nur 9 % der Gesamtgebietsfläche ein. Die Flächen ohne Lebensraumtypzuordnung bestehen zum größten Teil aus den beiden Biotoptypen (GI) artenarmes Intensivgrünland und (GM) mesophiles Grünland.

## FFH-Erhaltungsziele

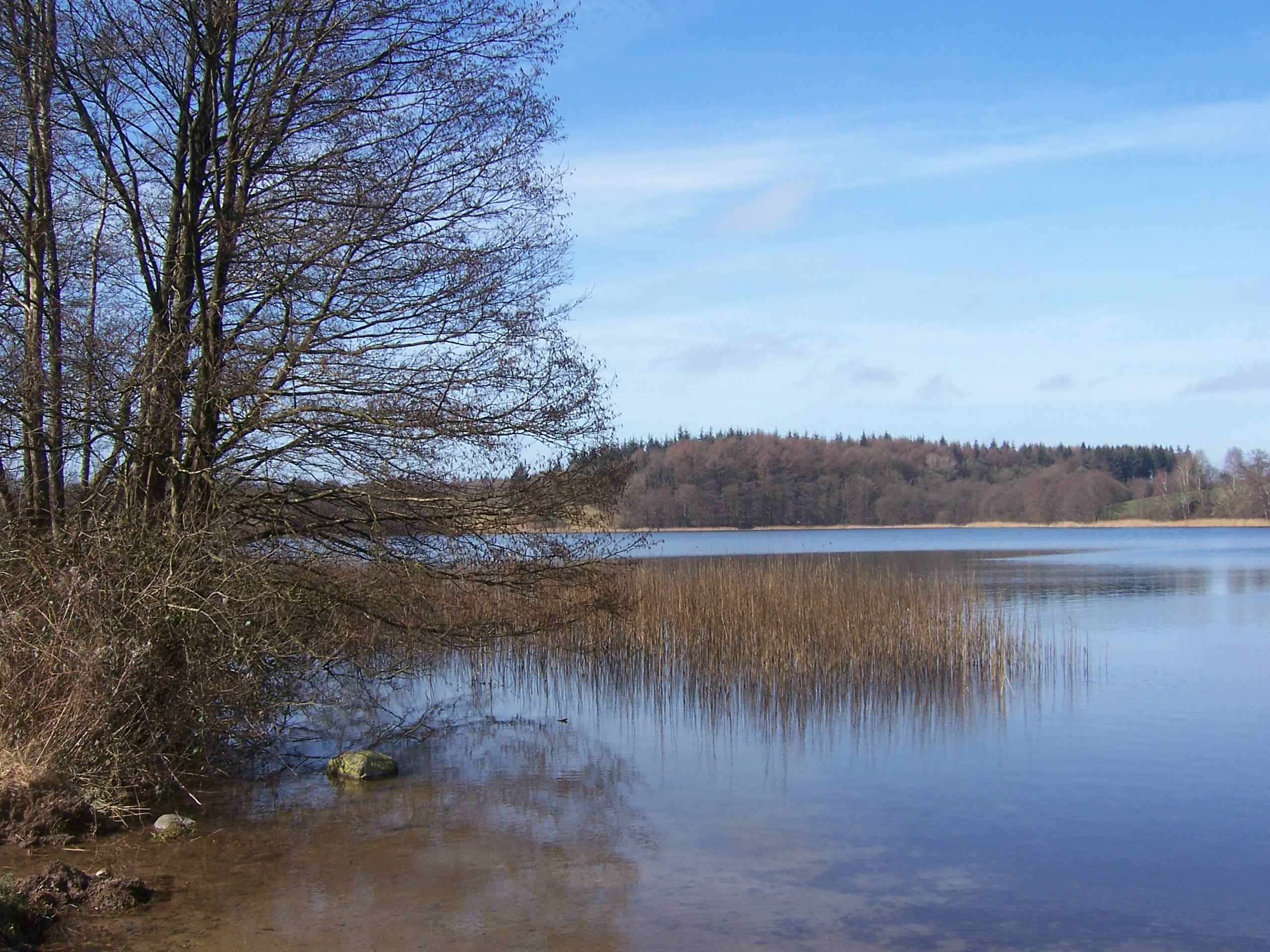
Großer Schnaaper See

Aus den oben aufgeführten FFH-Erhaltungsgegenständen werden als FFH-Erhaltungsziele von besonderer Bedeutung die Erhaltung folgender Lebensraumtypen und Arten im FFH-Gebiet vom Ministerium für Energiewende, Landwirtschaft, Umwelt und ländliche Räume des Landes Schleswig-Holstein erklärt:
- 3110 Sehr nährstoff- und basenarme Stillgewässer mit Strandlings-Gesellschaften
- 3140 Nährstoffarme bis mäßig nährstoffreiche kalkhaltige Stillgewässer mit Armleuchteralgen
- 3150 Natürliche und naturnahe nährstoffreiche Stillgewässer mit Laichkraut oder Froschbiss-Gesellschaften
- 3160 Dystrophe Stillgewässer
- 3260 Fließgewässer mit flutender Wasservegetation
- 6230* Artenreiche Borstgrasrasen
- 6430 Feuchte Hochstaudenfluren
- 6510 Magere Flachland-Mähwiesen
- 7120 Renaturierungsfähige degradierte Hochmoore
- 7140 Übergangs- und Schwingrasenmoore
- 7210* Sümpfe und Röhrichte mit Schneide
- 9120* Atlantischer, saurer Buchenwald mit Unterholz aus Stechpalme und gelegentlich Eibe
- 9130 Waldmeister-Buchenwälder
- 9160 Sternmieren-Eichen-Hainbuchenwälder
- 9190 Alte bodensaure Eichenwälder auf Sandebenen mit Stieleiche
- 91E0* Erlen-Eschen- und Weichholzauenwälder

Aus den oben aufgeführten FFH-Erhaltungsgegenständen werden als FFH-Erhaltungsziele von Bedeutung die Erhaltung folgender Lebensraumtypen und Arten im FFH-Gebiet vom Ministerium für Energiewende, Landwirtschaft, Umwelt und ländliche Räume des Landes Schleswig-Holstein erklärt:
- 4030 Trockene Heiden
- 9110 Hainsimsen-Buchenwälder

## FFH-Analyse und Bewertung
Das Kapitel FFH-Analyse und Bewertung im Managementplan beschäftigt sich unter anderem mit den aktuellen Gegebenheiten des FFH-Gebietes und den Hindernissen bei der Erhaltung und Weiterentwicklung der FFH-Lebensraumtypen. Die Ergebnisse fließen in den FFH-Maßnahmenkatalog ein.
Gut ein Viertel der Flächen mit FFH-Lebensraumtypen im FFH-Gebiet haben im SDB eine hervorragende Bewertung bei der Gesamtbeurteilung erhalten, siehe Diagramm 3. Hierbei handelt es sich ausschließlich um knapp die Hälfte der Flächen mit dem FFH-Lebensraumtyp 3110 Sehr nährstoff- und basenarme Stillgewässer mit Strandlings-Gesellschaften. Dieser LRT bedeckt ausschließlich den gesamten Lang- und Bültsee. Etwa ein Achtel der LRT-Flächen hat keine gute Bewertung erhalten. Dies betrifft unter anderem den LRT 7120 Renaturierungsfähige degradierte Hochmoore, der ausschließlich im Süden des Teilgebietes Großer Schnaaper See mit Standortübungsplatz anzutreffen ist.

## FFH-Maßnahmenkatalog
Der FFH-Maßnahmenkatalog im Managementplan führt neben den bereits durchgeführten Maßnahmen geplante Maßnahmen zur Erhaltung und Entwicklung der FFH-Lebensraumtypen im FFH-Gebiet an. Diese sind zudem in einer Maßnahmenkarte lokalisiert. Darüber hinaus sind die Maßnahmen in tabellarischer Form in 14 Maßnahmenblättern festgehalten. Für den Wasserlauf der Koseler Au wurde eine gesonderte Maßnahmenkarte erstellt, die Maßnahmen zur Einhaltung der europäischen Wasserrahmenrichtlinie (WRRL) beschreibt.
Schwerpunkt der Maßnahmen ist die Verbesserung der Gewässergüte zur Einhaltung der WRRL. Eine Maßnahme ist die Verhinderung der Einleitung von mit Düngemitteln belastetem Oberflächenwasser aus der intensiven Landwirtschaft in der Umgebung der Gewässer sowie die Umstellung auf extensive Beweidung auf Grünflächen entlang der Gewässer. Wie in den meisten FFH-Gebieten des Landes gibt es an den Zugängen und im Inneren der FFH-Gebiete für den Besucher keinerlei Hinweise oder nähere Informationen zum FFH-Gebiet. Ausnahme hiervon ist das NSG Bültsee und Umgebung.

## FFH-Erfolgskontrolle und Monitoring der Maßnahmen
Eine FFH-Erfolgskontrolle und Monitoring der Maßnahmen findet in Schleswig-Holstein alle sechs Jahre statt. Die Ergebnisse des letzten Monitorings wurden noch nicht veröffentlicht (Stand Januar 2022).